# Robert White (músico)
Robert Willie White (19 de noviembre de 1936 – 27 de octubre de 1994) fue un músico estadounidense de soul. Conocido por formar parte de la banda de músicos de estudio de la compañía discográfica Motown conocida como The Funk Brothers.

## Biografía
Nacido en la pequeña localidad de Billmeyer, Pensilvania, recibió clases de música de manos de su tío. Tocó el bajo y estuvo de gira con The Moonglows antes de establecerse en Detroit en 1960. Realizó trabajos como músico de sesión para Anna Records y posteriormente fue contratado por la discográfica Motown como uno de sus tres guitarristas de estudio, junto con Joe Messina y Eddie Willis. Allí actuó generalmente como guitarrista rítmico aunque también registró grabaciones como guitarra solista cuando la melodía requería de ello. White es fundamentalmente conocido por haber compuesto e interpretado el riff de guitarra del tema "My Girl", el mayor éxito del grupo The Temptations. Otras de sus interpretaciones más célebres fueron "How Sweet It Is (To Be Loved by You)" y "What's Going On" de Marvin Gaye, "You Keep Me Hangin' On" de The Supremes y "My Cherie Amour" de Stevie Wonder.
Oscar Moore y Wes Montgomery fueron los guitarristas que mayor influencia tuvieron sobre Robert White. Para sus interpretaciones solía usar una Gibson ES 335 y una Gibson L-5.
White se estableció en Los Angeles a mediados de la década de 1970. Durante los años 80 acompañó a The Temptations en sus presentaciones en directo, además de codirigir un estudio de grabación. Falleció en octubre de 1994 a los 57 años de edad debido a complicaciones durante una operación de corazón.